# Adelphopoiesis

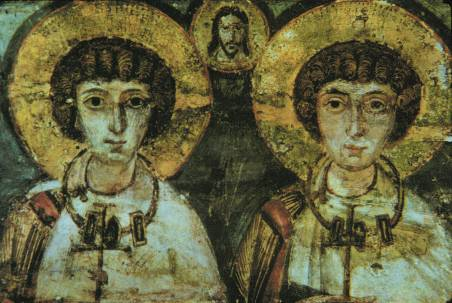
Conform lui Boswell, martirii creștini Sergiu și Bacchus s-au unit prin ritualul Adelphopoiesis

Adelphopoiesis, fraternitas iurata sau ordo ad fratres faciendum, este o ceremonie practicată de unele biserici creștine în timpul Evului Mediu și până la începuturile Epocii Moderne în Europa de înfrățire a două persoane de același sex (în special bărbați).

## Etimologie
Cuvântul adelfopoiesis (tradus ‘a înfrăți’) provine din limba greacă de la cuvintele  ἀδελφός (adelphos): ‘frate’, și ποιῶ (poio): ‘fac’.

## Ritualul adelfopoiesis în biserica orientală
Prima informație modernă care există despre ritualul adelphopoiesis (în slavonă pobratimstvo = înfrățire) este din 1914, când teologul rus Pavel Florenski (Павел Александрович Флоренский) relatează elementele fundamentale ale acestui ritual:
- cei care se înfrățesc stau în fața altalarului, între cei doi se găsesc o cruce și Sfânta Scriptură, cel mai în vârstă se așează în partea dreaptă iar cel mai tânăr la stânga.
- se citesc rugăciuni și letanii care cer ca cei doi să fie uniți în dragoste și li se amintesc amintesc exemplele de prietenie din istoria creștinismului.
- cei doi sunt legați cu o curea, cu mâinile pe evanghelii iar o lumânare aprinsă i se înmânează fiecăruia
- se citesc versete din Biblie: Corinitieni I de la 12:27 la 13:8 (Apostolul Pavel vorbind despre iubire) și Evanghelia lui Ioan de la 17:18-26.
- se citesc alte rugăciuni
- se citește Tatăl Nostru
- viitorii frați primesc sfintele daruri dintr-o cupă comună
- sunt conduși lângă altar unde cântă troparionul: Doamne, privește din Cer și vezi
- se sărută reciproc
- cei prezenți cântă psalmul 133:1 (Cât de bine, cât de dulce trăiesc toți frații împreună).[1]

Una dintre rugăciunile citite este:
„Doamne Atotputernic, care ai existat înaintea tuturor timpurilor și vei fi veșnic, care ai coborât între oameni prin mijlocirea Preasfintei Fecioare Maria trimite tu Sfântul Duh către slujitorii tăi [nume] și [nume], pentru ca să se iubească unul pe celălalt precum sfinții apostoli Petru și Pavel; Andrei și Iacob; Ioan și Toma, Iacob, Filip, Matei, Simon, Tadeu, Matia; precum sfinții martiri Sergiu și Bacchus, așa cum Cosmin și Damian, nu pentru dragoste trupească, ci pentru încredere și iubire față de Sfântul Duh, și ca în fiecare zi din viața lor să păstreze iubirea. Prin Iisus Hristos, Domnul nostru, amin!”

## Adelphopoiesis și bisericile occidentale
În cazul bisericii catolice, preoții rar participaseră la acest ritual până în epoca modernă, când a fost introdusă la Conciliul Tridentin. Cu toate acestea, practicarea ritualului s-a produs mai târziu în multe dintre țările apusene și nu a fost un ritual des întâlnit. Totuși, Biserica Vetero-Catolică încă îl practică.
Chiar și în cazul când legământul nu se făcea în fața unui preot care să celebreze o slujbă, jurământul se depunea în fața altarului și se destăinuiau comunității în poarta bisericii. În afară de acel jurământ, exista obiceiul ca cei doi să fie înmormântați împreună. De acest lucru stau martore cimitirele englezești și irlandeze, în care se pot găsi numeroase morminte în care sunt îngropați doi bărbați iar inscripțiile sunt adesea o mostră de iubire, un exemplu de această inscripție este: «Iubirea i-a unit în această viață, pământul să-i unească în moarte».
Una dintre sursele cele mai timpurii în care s-a descris ritualul în Europa Apuseană latină este o scriere cu rol propagandistic anti-irlandez în care este reflectat în mod exagerat și satiric și în care se atribuie irlandezilor această practică care îmbină elementele creștine cu cele păgâne. Acestea au fost scrise între anii 1146-1223 de către Giraldus Cambrensis (Gerallt Gymro în galeză), s-a numit Topographica Hibernica și zicea așa:
„Între multe înșelătorii ale ostilului fel de a fi, una este deosebit de instructivă. Sub pretectul de religiozotate și pace, se unește bărbatul cu cel cu care vrea să fie înfrățit într-un los sfânt. Întâi, realizează un legământ spiritual (compaternitatis foedera). Apoi, se conduc unul pe celălalt de trei ori în jurul bisericii și înaintea altarului, în prezența moaștelor sfinte se depun multe jurăminte. La sfârșit se unesc definitiv prin celebrarea unei slujbe și a unor rugăciuni de către preot, ca și cum ar fi vorba de o nuntă.

Dar chiar la finalul ritualului, pentru dovedirea mai puternică a prieteniei și pentru a termina lucrurile, fiecare bea din sângele celuilalt; acest lucru l-au copiat din ritualurile păgâne care folosesc sângele pentru încheierea jurămintelor. Cum adesea, în aceste momente ale nunții, acești violenți și falși bărbați varsă sânge într-o formă foarte răutăcioasă și ostilă încât unul sau celălalt pot să rămână fără sânge. Cum adesea, aceste căsătorii se termină brusc printr-o separare sângeroase în cel mai neașteptat ceas, se întrerupe într-o formă fără precedent”
După 200 de ani de la polemica lui Geraldus despre ritualurile de înfrățire irlandeze, se găsește următorul text în cronica oficială a anilor de război civil despre prima întâlnire al regelui Eduard al II-lea al Angliei cu Piers Gaveston:
„Când fiul regelui l-a văzut, a simțit atâta iubire încât s-a înfrățit cu el și s-a hotărât ferm înaintea tuturor muritorilor să facă un legământ de nedestrămat de iubire cu el.”

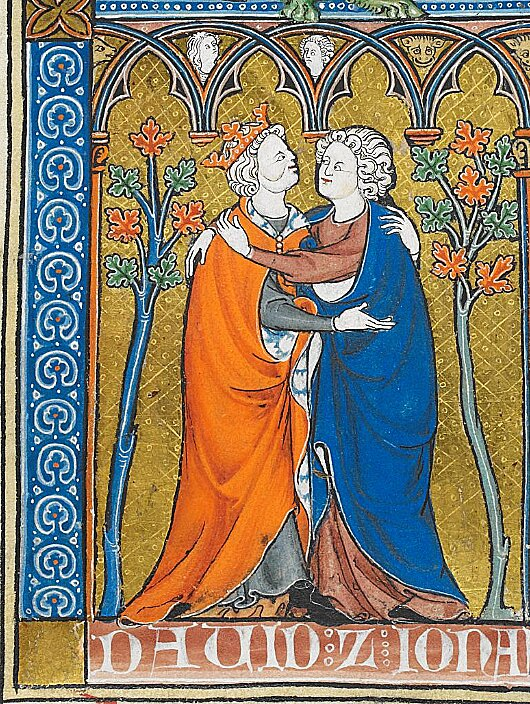
David și Ionatan

Aceste înfrățiri aveau un exemplu biblic, legământul de frăție între David și Ionatan:
„Abia a terminat David de vorbit cu Saul, Ionatan a început să-l îndrăgească și a ajuns să-l iubească ca pe sine însuși. Saul l-a determinat să rămână cu el în acea zi și nu l-a lăsat să se întoarcă la casa tatălui său. Și Ionatan a făcut un legământ cu David, pentru că îl iubea ca pe sine însuși.”—Prima Carte a lui Samuel. Cap. 18
De asemenea, literatura mondială a ridicat la nivel de ideal romantic iubirea dintre frații de sânge. Acest lucru este dovedit de nenumărate opere, care, în parte, relatează povestiri populare, precumpovestirea dintre Hom și fratele său de sânge Ayom, Adam Bell, aventura dintre Floris și Blancheflour, Guy of Warwick sau balada  Bewick și Graham.
Alt exemplu este versiunea, în limba latină, realizată înaintea secolului XIV., de un preot a operei Amys și Amylion. În versiunea sa cristianizată, este vorba de doi frați de sânge care luptă pentru Carol cel Mare și care după moartea lor fuseseră îngropați separat. Dar pe timpul nopții, trupurile celor doi morți s-au apropiat unul de celălalt și în dimineața următoare au fost găsiți unul lângă altul. Asemănătoare inscripției de pe mormântul irlandez și povestea zice: Așa cum Dumnezeu îi unise în viață prin armonie și iubirea ce și-o purtau, tot așa nu a dorit să stea separați după moarte.
Datorită asemănării între formulările folosite, se poate bănui că se face referire la Evanghelia după Matei, unde Iisus Hristos consfințește indivizibilitatea căsătoriei cu cuvintele: Ce a unit Dumnezeu, omul să nu separe!. (Evanghelia după Matei. Cap. 19)

## Frații de cruce la români
În unele zone din România, a existat și încă se mai păstrează un ritual de unire între persoane de același sex. Aceștia se pot numi frați de cruce sau frați de sânge, iar în cazul fetelor, se zice că se însurățesc. Ritualul înfrățirii sau însurățirii are rădăcini traco-ilirice și este din ce în ce mai rar răspândit azi.
Aceste ritualuri se țin în zorii zilei de Dragobete, ziua iubirii la români. Ritualul constă în crestarea unei cruci pe mână care va sângera, după care semnele scrijelite pe piele trebuie suprapuse sau, în funcție de zona geografică, cei doi care se vor înfrăți vor trebui să-și bea sângele unul altuia și să-și jure iubire, să se îmbrățișeze sau să se sărute frățește. Acest legământ este considerat sfânt și durează până la moarte. La momârlani, pe Valea Jiului tinerii înfrățiți merg apoi la râu și aruncă buchete de flori în apă pentru a sfinți legăturile.
Biserica Ortodoxă Română este împotriva frăției de cruce considerând-o un ritual păgân cu elemente creștinești și a interzis preoților binecuvântarea acestor legături.

## Interpretarea modernă
Ritualul înfrățirii sau adelphopoiesis a câștigat relevanță între istoricii care se ocupă cu istoria homosexualității în prezent, acum că s-a modificat imaginea care exista în Evul Mediu sau la începutul Erei Moderne. Scriitorul american John Boswell a încercat să arate că creștinismul nu a fost întotdeauna homofob, în cartea sa Uniunile homosexuale în Europa Premodernistă (Same-sex unions in premodern Europe) care a fost publicată și sub denumirea de: Căsătoriile de asemănare (The marriage of likeness). Boswell redă textul și traducerea unor versiuni ale acestei ceremonii în greacă și traducerea unor versiuni ale ceremoniilor din limba slavonă. Boswell presupune că înfrățirea era similară conceptului actual de homosexualitate, mentalitatea și concepțiile s-au schimbat mult din Evul Mediu.
Cunoscutul istoric Alan Bray, a studiat ritualul mai în detaliu, luând ca bază de documentare sursele englezești. În lucrarea Prietenul (The Friend) încearcă să reconstruiască instituția din punctul de vedere al societății medievale. Aceste grade de rudenie prin alianță, din care înfrățirea pare a face parte, avea o funcție centrală pe linie orizontală în familie premoderniste. Nu doar că se apărau cu armele unul pe celălalt, aspect care nu putea fi neglijat în societatea feudală, ci și că frații își țineau familia alături, așadar membrii unei frății trăiau alături de părinți. Dacă unul dintre cei doi înfrățiți se căsătorea mai târziu și avea copii, celălalt rămânea ca un element de siguranță și dacă tatăl copiilor murea celălalt era obligat să-i sprijine familia cu toate mijloacele de care dispunea.
Frăția nu era privită ca o alternativă a căsătoriei și nu era văzută ca o legătură exclusiv romantică, ci era privită ca o asociere pentru a-și asigura într-ajutorarea materială și îndeosebi siguranța personală, chiar dacă în literatură se pun în evidență mai mult aspectele de fidelitate și iubire.
Teologii creștini analizează faptul dacăaceste uniuni erau caste, mai ales după lucrarea lui Boswell, care le interpretează ca un atac asupra doctrinei lor.
Nu există un răspuns general la această întrebare și care să reiasă din sursele existente. Alan Bray răspunde sub următoarea formă:
„Al doilea lucru greu de dovedit este afirmația lui Boswell cum că frația de sânge implica (sau uneori putea implica) relaxii sexuale între respectivii bărbați sau femei. Cronica mănăstirii cisterciene din Meaux, Yorkshire, lucrare a secolului XIV,de o enormă erudiție, precizează faptul că Eduard al II-lea al Angliei «in vitio sodomítico nimium delectábat» (în năravul sodomiei se delecta cu precădere) și biograful modern a lui Gaveston concluzionează că nu există îndoială că relația dintre Eduard și Gaveston era și de natură sexuală. Firește, acest lucru nu era acceptat de dreptul canonic, dar este greu de crezut că Eduard și Gaveston erau singurii dintre cei înfrățiți care făceasu aceste lucruri. De asemenea există o ambivalență sexuală similară referitoare la alte grade de rudenie rituale care au fost evocate de Giraldus. Tribunalele bisericești nu acceptau relații sexuale înainte de cununia religioasă și nu disociau relațiile sexuale ale părinților spirituali (compaternitas,commatres și compatres); totuși, relațiile sexuale de după căsătorie erau ignorate și plăcerea relațiilor sexuale cu conmadres sau conpatres esra un izvor de glume în timpul întregului Ev Mediu.”